# Zein-o-Din karavanserai

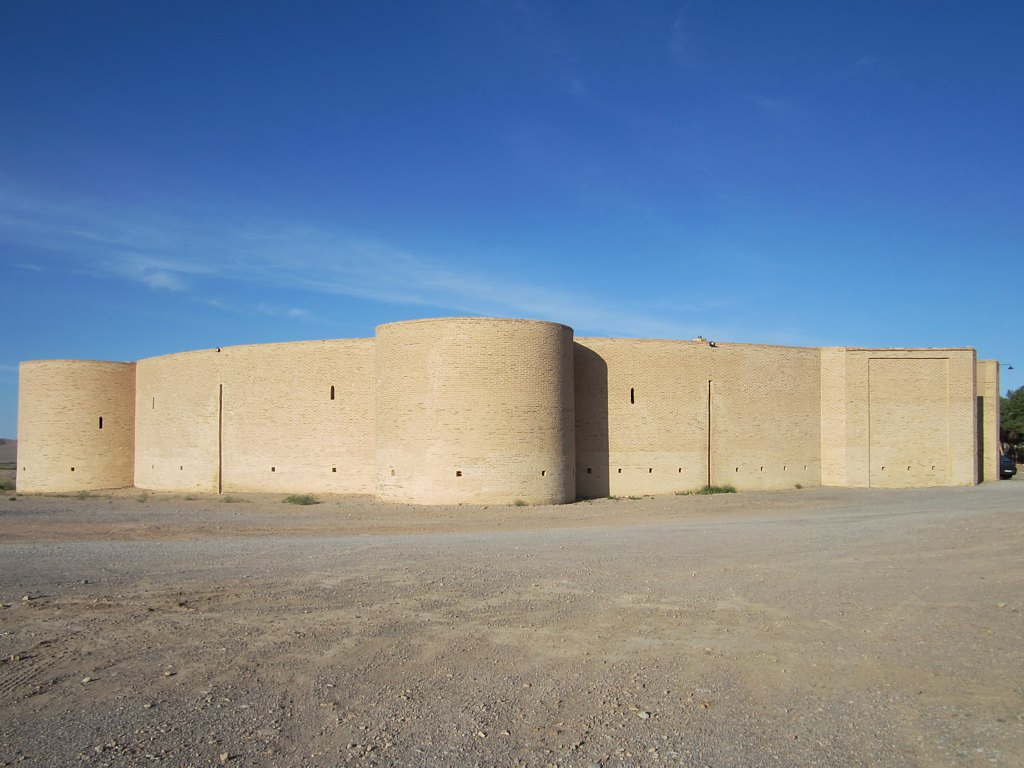
Zein-o-Din Karavanserai

De Zein-o-Din karavanserai is gelegen bij de stad Yazd in Iran. De karavanserai dateert uit de 16e eeuw en is gelegen aan de oude zijderoute. Het is een van de 999 soortgelijke herbergen die werden gebouwd tijdens het bewind van Sjah Abbas I om faciliteiten te bieden aan reizigers. Hiervan was Zein-o-Din een van de twee karavanserais die gebouwd waren met ronde torens. Na de renovatie diende zij als herberg. Een soortgelijk gebouwde karavanserai in de buurt van Isfahan ligt in puin.